# Lia Chaia
Lia Chaia (São Paulo, 07 de agosto de 1978 — São Paulo) é uma artista visual que explora como a natureza vem sendo apropriada pelos padrões da cultura urbana. Lia é conhecida por vasculhar as reações do corpo aos estímulos e rupturas do cotidiano, explorando com fotografia, vídeo, performance, instalação e intervenções urbanas.

## Biografia
Lia Michalany Chaia nasceu em agosto de 1978 em São Paulo, formou-se em artes plásticas pela Fundação Armando Álvares Penteado e mistura suportes variados em sua arte, vídeo, fotografia e peformance tematizando prioritariamente a relação da natureza humana e espaço. Em 2003, a artista foi premiada com o "Artist In Residence Programme- Cité des Arts", de Paris, França, e, em 2005, ganhou a "Bolsa Iberê Camargo" de Porto Alegre, e a "Bolsa para a Sala de Arte Publico Siqueiros" do México. 

## Exposições

### Exposições individuais
- 2010 Lia Chaia, Individual, Galeria Vermelho - São Paulo, SP
- 2008 Lia Chaia,  Baralhada, Galeria Vermelho - São Paulo, SP
- 2006 Lia Chaia, Via Invertida, Galeria Vermelho - São Paulo, SP

### Exposições coletivas
- 2011 7ª SP-Arte, Pavilhão da Bienal - São Paulo, SP
- 2011 Ordem e Progresso: vontade construtiva na arte brasileira, Museu de Arte Moderna
- 2010 Convivências: dez anos da Bolsa Iberê Camargo, Fundação Iberê Camargo - Porto Alegre, RS
- 2010 Verbo, Galeria Vermelho - São Paulo, SP
- 2010 6ª sp-arte, Fundação Bienal - São Paulo, SP
- 2010 Ponto de Equilíbrio, Instituto Tomie Ohtake - São Paulo, SP
- 2009 Vértice, Galeria Millan - São Paulo, SP
- 2009 Ph Neutro, Galeria Vermelho - São Paulo, SP
- 2008 27ª Arco, Instituto Feria de Madrid - Madri, Espanha
- 2008 Mão Dupla, Sesc - São Paulo, SP
- 2008 MAM 60, Oca - São Paulo, SP
- 2008 Entre Oceanos - 100 Anos de Aproximação entre Japão e Brasil, Galeria Marta Traba - São Paulo, SP
- 2008 Bordando Arte, Pinacoteca do Estado - São Paulo, SP
- 2007 La Espiral de Moebius o Los Límites de la Pintura, Centro Cultural Parque España - Rosario, Argentina
- 2007 Jardim do Poder, Centro Cultural Banco do Brasil - Brasília, DF
- 2007 Recortar e Colar | Ctrl_C Ctrl_V, Sesc Pompéia - São Paulo, SP
- 2007 Futuro do Presente, Itaú Cultural - São Paulo, SP
- 2007 1º Circuito de Fotografia, Shopping Iguatemi - São Paulo, SP
- 2006 Rumos Itaú Cultural Artes Visuais. Paradoxos Brasil 2005/2006, Paço Imperial - Rio de Janeiro, RJ
- 2006 5ª Biennale Internationale de la Photographie et des Arts Visuels de Liège Brasil, Centre Culturel Les Chiroux - Liège, Bélgica
- 2006 Outros Lugares, Espaço Cultural Casa das Onze Janelas - Belém, PA
- 2006 Videometry: video as a measuring device in contemporary Brazilian art, Galeria dels Àngels - Barcelona, Espanha
- 2006 This is Not a Love Song, Galeria Vermelho - São Paulo, SP
- 2006 Rumos Itaú Cultural Artes Visuais. Paradoxos Brasil 2005/2006, Itaú Cultural - São Paulo, SP
- 2006 Paralela 2006, Pavilhão dos Estados - São Paulo, SP
- 2006 Padrões e Padronagens, Galeria de Arte Marília Razuk - São Paulo, SP
- 2006 MAM na Oca, Oca - São Paulo, SP
- 2006 Geração da Virada 10+1: os anos recentes da arte brasileira, Instituto Tomie Ohtake - São Paulo, SP
- 2005 As Aparências Não Enganam, Galeria da Faculdade de Artes Visuais - Goiânia, GO
- 2005 Prêmio CNI SESI Marcantonio Vilaça para Artes Plásticas, Local> Informação não encontrada - São Paulo, SP
- 2005 O Retrato como Imagem do Mundo, Museu de Arte Moderna - São Paulo, SP
- 2005 O Corpo na Arte Contemporânea Brasileira, Itaú Cultural - São Paulo, SP
- 2004 Vol., Galeria Vermelho - São Paulo, SP
- 2004 O Corpo: entre o público e o privado, Paço das Artes - São Paulo, SP
- 2004 Personagem, Centro Universitário da USP - Maria Antonia - São Paulo, SP
- 2003 Imagética, Fundação Cultural de Curitiba - Curitiba, PR
- 2003 Imagética, Fundação Cultural de Curitiba - Curitiba, PR
- 2003 Imagética, Cinemateca de Curitiba - Curitiba, PR
- 2003 Ordenação e Vertigem, Centro Cultural Banco do Brasil - São Paulo, SP
- 2003 1 Lúcia 2 Lúcias, Galeria Vermelho - São Paulo, SP
- 2002 Heureka, Galeria da Faculdade de Artes Visuais - Goiânia, GO
- 2002 Obras do Faxinal das Artes, Museu de Arte Contemporânea - Curitiba, PR
- 2002 Matéria Prima, NovoMuseu - Curitiba, PR
- 2002 Genius Loci: o espírito do lugar, nas ruas do bairro de Vila Buarque. 30 instituições e 62 artistas apresentam obras de arte em vários espaços no projeto intitulado Circuito Vila Buarque de Educação e Cultura, sob coordenação de Lorenzo Mammi, gerando uma exposição espalhada pelo bairro todo. - São Paulo, SP
- 2002 Com que Corpo Eu Vou?, Espaço de Artes Unicid- São Paulo, SP
- 2001 Bienal Extra, Local> Informação não encontrada - São Paulo, SP